# Amphisbaena rozei
Amphisbaena rozei là một loài bò sát trong họ Amphisbaenidae. Loài này được Lancini mô tả khoa học đầu tiên năm 1963.